# Aedes purpuraceus
Aedes purpuraceus är en tvåvingeart som beskrevs av Steffen Lambert Brug 1932. Aedes purpuraceus ingår i släktet Aedes och familjen stickmyggor. Inga underarter finns listade i Catalogue of Life.